# Flămânzi
Flămânzi je rumunské město v župě Botoșani. Žije zde přibližně 11 tisíc obyvatel. Administrativní součástí města jsou i čtyři okolní vesnice.

## Části
- Flămânzi – 5 084 obyvatel
- Chițoveni – 585 obyvatel
- Nicolae Bălcescu – 3 256 obyvatel
- Poiana – 1 038 obyvatel
- Prisăcani – 598 obyvatel